# 24535 Neslušan
24535 Neslušan è un asteroide della fascia principale. Scoperto nel 2001, presenta un'orbita caratterizzata da un semiasse maggiore pari a 2,6412437 UA e da un'eccentricità di 0,0935462, inclinata di 15,47996° rispetto all'eclittica.